# Tuguegarao
Tuguegarao – miasto na Filipinach, na wyspie Luzon. Stolica prowincji Cagayan i regionu Dolina Cagayan. Liczy 138 865 mieszkańców (2010).